# Pat Dupré
Pour les articles homonymes, voir Dupré.
Pat Dupre est un ancien joueur de tennis américain, né le 16 septembre 1954 à Liège.

## Palmarès

### Titre en simple messieurs
| No | Date       | Nom et lieu du tournoi                    | Catégorie | Dotation  | Surface    | Finaliste          | Score    |  |
| -- | ---------- | ----------------------------------------- | --------- | --------- | ---------- | ------------------ | -------- |  |
| 1  | 01-11-1982 | Tournoi de tennis de Hong Kong, Hong Kong |           | 100 000 $ | Dur (ext.) | Morris Skip Strode | 6-3, 6-3 |  |

### Finales en simple messieurs
| No | Date       | Nom et lieu du tournoi                    | Catégorie       | Dotation  | Surface         | Vainqueur        | Score              |  |
| -- | ---------- | ----------------------------------------- | --------------- | --------- | --------------- | ---------------- | ------------------ |  |
| 1  | 30-01-1978 | Mexico City WCT, Mexico                   | GP World Series | 50 000 $  | Dur (ext.)      | Raúl Ramírez     | 6-4, 6-1           |  |
| 2  | 01-05-1978 | Tournoi de tennis de Tulsa, Tulsa         |                 | NC $      | NC              | Eddie Dibbs      | 6-7, 6-2, 7-5      |  |
| 3  | 30-10-1978 | Tournoi de tennis du Japon, Tokyo         |                 | 125 000 $ | Terre (ext.)    | Adriano Panatta  | 6-3, 6-3           |  |
| 4  | 13-11-1978 | Tournoi de tennis de Hong Kong, Hong Kong |                 | 75 000 $  | Dur (ext.)      | Eliot Teltscher  | 6-4, 6-3, 6-2      |  |
| 5  | 30-08-1979 | Tournoi de tennis de Lafayette, Lafayette |                 | 75 000 $  | Moquette (int.) | Marty Riessen    | 6-4, 5-7, 6-2      |  |
| 6  | 22-10-1979 | Tournoi de tennis du Japon, Tokyo         |                 | 125 000 $ | Terre (ext.)    | Terry Moor       | 3-6, 7-6, 6-2      |  |
| 7  | 05-11-1979 | Tournoi de tennis de Hong Kong, Hong Kong |                 | 75 000 $  | Dur (ext.)      | Jimmy Connors    | 7-5, 6-3, 6-1      |  |
| 8  | 12-11-1979 | Tournoi de tennis de Taïwan, Taïwan       |                 | 75 000 $  | Moquette (int.) | Robert Lutz      | 6-3, 6-4, 2-6, 6-3 |  |
| 9  | 09-11-1981 | Tournoi de tennis de Taïwan, Taïwan       |                 | 75 000 $  | Moquette (int.) | Robert Van't Hof | 7-5, 6-2           |  |

### Titres en double messieurs
| No | Date       | Nom et lieu du tournoi                   | Catégorie | Dotation  | Surface      | Partenaire    | Finalistes                     | Score          |  |
| -- | ---------- | ---------------------------------------- | --------- | --------- | ------------ | ------------- | ------------------------------ | -------------- |  |
| 1  | 21-11-1977 | Tournoi de tennis de Taïwan Taïwan       |           | 50 000 $  | Dur (ext.)   | Chris Delaney | Steve Docherty Tom Gorman      | 7-6, 7-6       |  |
| 2  | 22-10-1979 | Tournoi de tennis du Japon Tokyo         |           | 125 000 $ | Terre (ext.) | Colin Dibley  | Rod Frawley Francisco González | 3-6, 6-1, 6-1  |  |
| 3  | 05-11-1979 | Tournoi de tennis de Hong Kong Hong Kong |           | 75 000 $  | Dur (ext.)   | Robert Lutz   | Steve Denton Mark Turpin       | 6-3, 6-4       |  |
| 4  | 08-06-1981 | The Stella Artois Championships Londres  |           | 125 000 $ | Gazon (ext.) | Brian Teacher | Kevin Curren Steve Denton      | 3-6, 7-6, 11-9 |  |

### Finales en double messieurs
| No | Date       | Nom et lieu du tournoi                    | Catégorie  | Dotation  | Surface         | Vainqueurs                     | Partenaire     | Score         |  |
| -- | ---------- | ----------------------------------------- | ---------- | --------- | --------------- | ------------------------------ | -------------- | ------------- |  |
| 1  | 21-03-1977 | Egyptian Open Le Caire                    |            | 30 000 $  | Terre (ext.)    | John Bartlett John Marks       | Chris. Lewis   | 7-5, 6-1, 6-3 |  |
| 2  | 30-10-1978 | Tournoi de tennis Tokyo Indoors Tokyo     |            | 200 000 $ | Moquette (int.) | Ross Case Geoff Masters        | Tom Gorman     | 6-3, 6-4      |  |
| 3  | 18-06-1979 | Surrey Grass Court Championships Surbiton | Grand Prix | 50 000 $  | Gazon (ext.)    | Tim Gullikson Tom Gullikson    | Marty Riessen  | 6-3, 6-7, 8-6 |  |
| 4  | 15-10-1979 | Australian Indoor Championship Sydney     |            | 175 000 $ | Dur (int.)      | Rod Frawley Francisco González | Vijay Amritraj | Forfait       |  |
| 5  | 12-11-1979 | Tournoi de tennis de Taïwan Taïwan        |            | 75 000 $  | Moquette (int.) | Mark Edmondson John Marks      | Robert Lutz    | 6-1, 3-6, 6-4 |  |